# Howard W. French

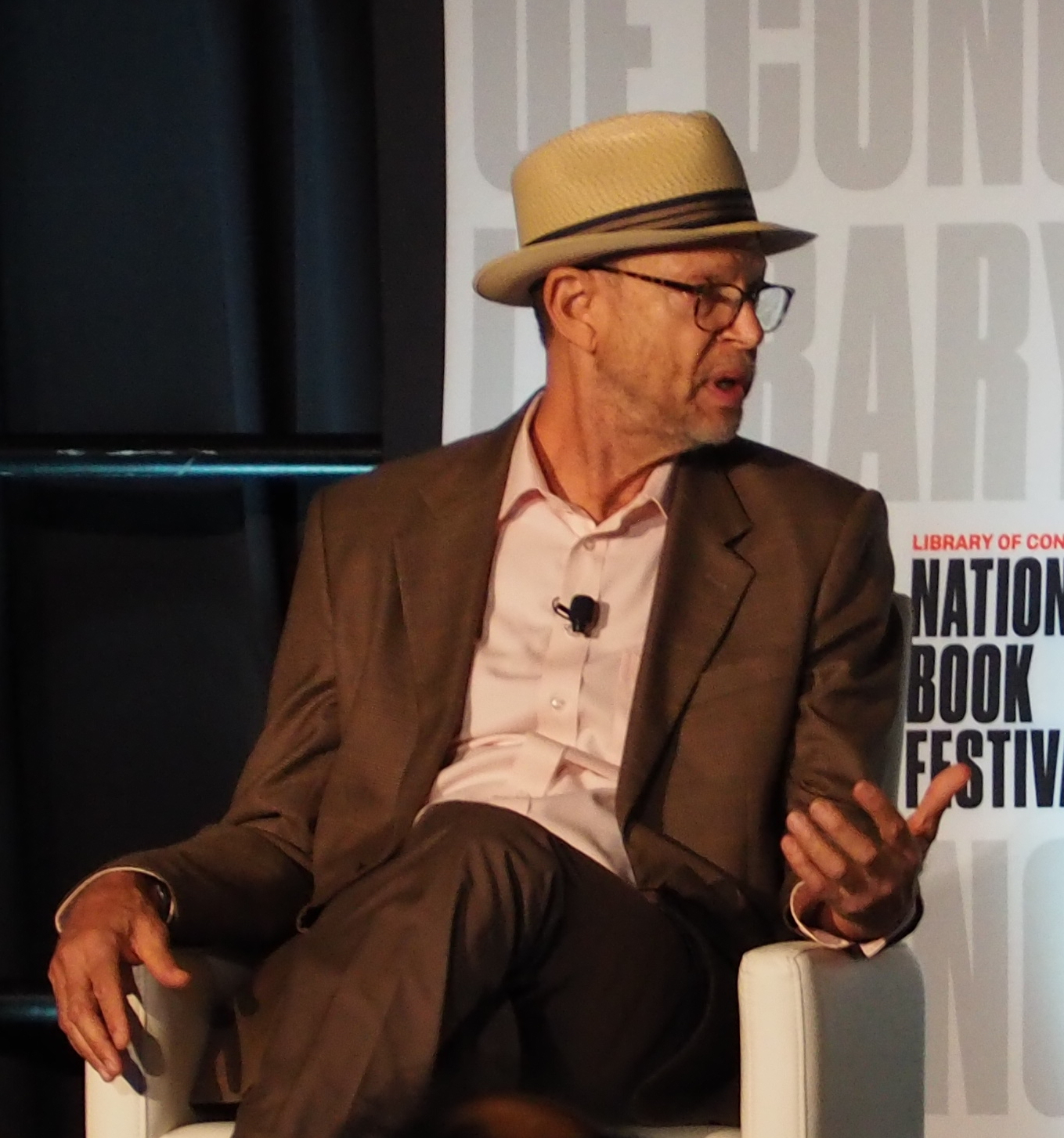
Howard W. French

Howard Waring French (geboren am 14. Oktober 1957) ist ein US-amerikanischer Journalist, Autor und Fotograf sowie Professor für Journalismus an der Columbia University Graduate School of Journalism. Er war ein langjähriger Auslandskorrespondent der New York Times.

## Biografie
Vor seiner journalistischen Karriere arbeitete French in den 1980er Jahren als Universitätslektor in der Elfenbeinküste. Von 1990 bis 1994 leitete French die Abteilung der New York Times für die Karibik und Mittelamerika. Er war einer der ersten afroamerikanischen Korrespondenten der Zeitung. In den Jahren 1994 bis 1998 schrieb er für die New York Times über West- und Zentralafrika. Diese Tätigkeit wurde zur Grundlage für sein Buch A Continent for the Taking. Er lernte ein Jahr lang Japanisch an der University of Hawaiʻi in Mānoa; von 1999 bis 2003 leitete French das Korrespondentenbüro der New York Times in Tōkyō und schrieb über Japan und Korea. Von 2003 bis 2008 leitete er das Korrespondentenbüro der New York Times in Shanghai. In Born in Blackness (2021) zeigt er, wie der ökonomische Aufstieg Europas seit dem 15. Jahrhundert und  die Durchsetzung der Ideale der Aufklärung mit Europas Ausbeutung Afrikas zusammenhängen.
French schrieb auch für den New York Review of Books, The Atlantic, The Guardian, den International Herald Tribune, Foreign Policy und andere Publikationen. Er ist Vorstandsmitglied des Columbia Journalism Review und war Präsident des IRIN (nunmehr The New Humanitarian).
2025 wurde French zum Mitglied der American Academy of Arts and Sciences gewählt.

## Werke
- A Continent for the Taking: The Tragedy and Hope of Africa. Knopf, New York 2004.
- China’s Second Continent: How a Million Migrants are Building a New Empire in Africa. Knopf, New York 2014, ISBN 978-0-307-94665-2.
- Everything Under the Heavens: How the Past Helps Shape China’s Push for Global Power. Knopf, New York 2017, ISBN 978-0-385-35332-8.
- Born in Blackness: Africa, Africans, and the Making of the Modern World, 1471 to the Second World War. Liveright, New York 2021, ISBN 978-1-63149-583-0.
  - deutsche Übersetzung von Karin Schuler, Andreas Thomsen und Thomas Stauder: Afrika und die Entstehung der modernen Welt: Eine Globalgeschichte. Klett-Cotta, Stuttgart 2023, ISBN 978-3-608-98667-9.